# Apollon Limassol BC
L'Apollon Limassol è una squadra di pallacanestro maschile, con sede a Limassol, Cipro. Fondata nel 1967. Prende parte alla massima serie del campionato cipriota.
Fa parte della polisportiva Apollon Limassol.
Nel suo palmarès figura la vittoria della Coppa di Cipro nel 2002 e nel 2014.

## Palmarès
- Coppa di Cipro: 2

2002, 2014

## Cestisti
- Terence Dials 2010-2011